# Marta Gardolińska
Marta Gardolińska (* 1988 in Warschau) ist eine polnische Dirigentin. Sie wurde im Januar 2021 zur Musikdirektorin des Orchesters der Opéra national de Lorraine ernannt. Sie ist eine der ersten Musikdirektorinnen eines großen französischen Orchesters.

## Leben

### Studium
Marta Gardolińska begann im Alter von sechs Jahren Klavier zu spielen. Als Teenager erfuhr sie als Mitglied eines Chors die charismatische Leitung eines Dirigenten. Durch diese Erfahrung entstand in ihr der Wunsch zu dirigieren. Sie studierte Querflöte und Dirigieren an der Fryderyk-Chopin-Universität für Musik in Warschau.
Von 2010 bis 2014 setzte sie ihre Studien an der Universität für Musik und darstellende Kunst Wien fort, u. a. Orchester- und Chorleitung bei Mark Stringer, Yuji Yuasa und Erwin Ortner.
Sie war Leistungssportlerin in Schwimmen und Leichtathletik, bevor sie sich für den Musikerberuf entschied. Da sie Opfer eines Tennisarms wurde, der ihre Karriere als Dirigentin durchkreuzen könnte, entschied sie sich für ein Studium der Musikphysiologie an der Wiener Musikakademie.
Schon in ihrer Jugend wurde sie im Chorgesang ausgebildet und wurde Mitglied des Arnold Schoenberg Chors und des Wiener Singvereins. So konnte sie die Arbeit großer Dirigenten wie Claudio Abbado und Nikolaus Harnoncourt beobachten.
Sie besuchte Dirigierkurse an der Pierre Monteux School in Hancock (Maine), USA, und bildete sich in Meisterkursen mit Dirigenten wie Nicolás Pasquet, Bernard Haitink, Péter Eötvös und Bertrand de Billy weiter.
In Berlin ist sie Teilnehmerin und Finalistin im Dirigierworkshop Das Kritische Orchester unter der Leitung von Simone Young.
2017 wurde sie in die Taki Alsop Conducting Fellowship aufgenommen, die von dem Geschäftsmann Tomio Taki und der Dirigentin Marin Alsop gegründet wurde, um junge Dirigentinnen bei ihrem beruflichen Einstieg zu unterstützen und zu fördern.

### Auszeichnungen
Bei ihrer ersten Teilnahme an einem internationalen Dirigentenwettbewerb, beim Antal-Doráti-Wettbewerb in Budapest im November 2015, gehörte Gardolińska als einzige Frau zu den 10 Halbfinalisten.
2016 gewann sie den Sonderpreis des Orchesters beim Witold-Lutoslawski-Wettbewerb in Białystok sowie den 3. Preis und den Sonderpreis des Orchesters beim Internationalen Felix-Mendelssohn-Wettbewerb in Thessaloniki.
Im selben Jahr wurde sie für ihre Rolle bei der Verbreitung der polnischen Musik als „Herausragende polnische Persönlichkeit in Österreich“ in der Kategorie „Kultur“ ausgezeichnet.
Außerdem ist sie 2018 Halbfinalistin beim 1. Internationalen Dirigentenwettbewerb in Hongkong.

### Karriere
2014 und 2015 unternahm Marta Gardolińska mit der Johann-Strauß-Operette-Wien Tourneen durch Deutschland mit Aufführungen der Operetten Der Vogelhändler und Die Fledermaus.
Von 2015 bis 2018 war sie Gastdirigentin des Akademischen Orchestervereins in Wien.
Ab 2017 arbeitet sie mit Tadeusz Kozłowski, dem Musikdirektor des Teatr Wielki (Warschau), an der Wiederentdeckung vergessener Opernmeisterwerke, wie Legenda Bałtyku von Feliks Nowowiejski und Manru von Ignacy Paderewski.
In den Jahren 2017 und 2018 ist sie Dirigentin und künstlerische Leiterin des Orchesters der Technischen Universität Wien. Sie bleibt die einzige Frau unter den 13 Dirigenten, die dieses nicht professionelle Orchester seit seiner Gründung im Jahr 1984 bis 2021 geleitet haben.
Ebenfalls in Wien, ihrem Wohnort, dirigierte sie das ORF Radio-Symphonieorchester Wien, das Tonkünstler-Orchester Niederösterreich und die Wiener Symphoniker und trat im Wiener Konzerthaus und im Wiener Musikverein auf.
In den Spielzeiten 2018–2019 und 2019–2020 ist sie „Young Conductor in Association“ mit dem Bournemouth Symphony Orchestra von Kirill Karabits. Im Sommer 2019 dirigiert sie das Scottish Chamber Orchestra beim Edinburgh Festival.
In der Saison 2019–2020 des Orchesters Los Angeles Philharmonic ist sie Fellow von Gustavo Dudamel und assistiert ihm beim Konzert und der Live-Aufnahme der 4. Sinfonie von Charles Ives in der Walt Disney Concert Hall, deren Chorsätze einen zweiten Dirigenten erfordern.
Im September/Oktober 2020 leitete sie in Nancy und Dijon die ersten Aufführungen in Frankreich von Der Traumgörge des Komponisten Alexander Zemlinsky.
Ihr Pariser Debüt gab sie im Dezember 2020 mit dem Orchestre de chambre de Paris im Théâtre du Châtelet, das wegen der COVID-19-Pandemie nur per Streaming übertragen wurde.
Im Januar 2021 wurde sie für drei Jahre zur musikalischen Leiterin des Orchesters der Opéra national de Lorraine ernannt. Nach Debora Waldman (Orchestre national Avignon-Provence, Juli 2019) und Johanna Malangré (Orchestre de Picardie, Oktober 2020) ist sie damit die dritte Frau an der Spitze eines großen französischen regionalen Orchesters.